# Trädgårdsföreningen, Linköping

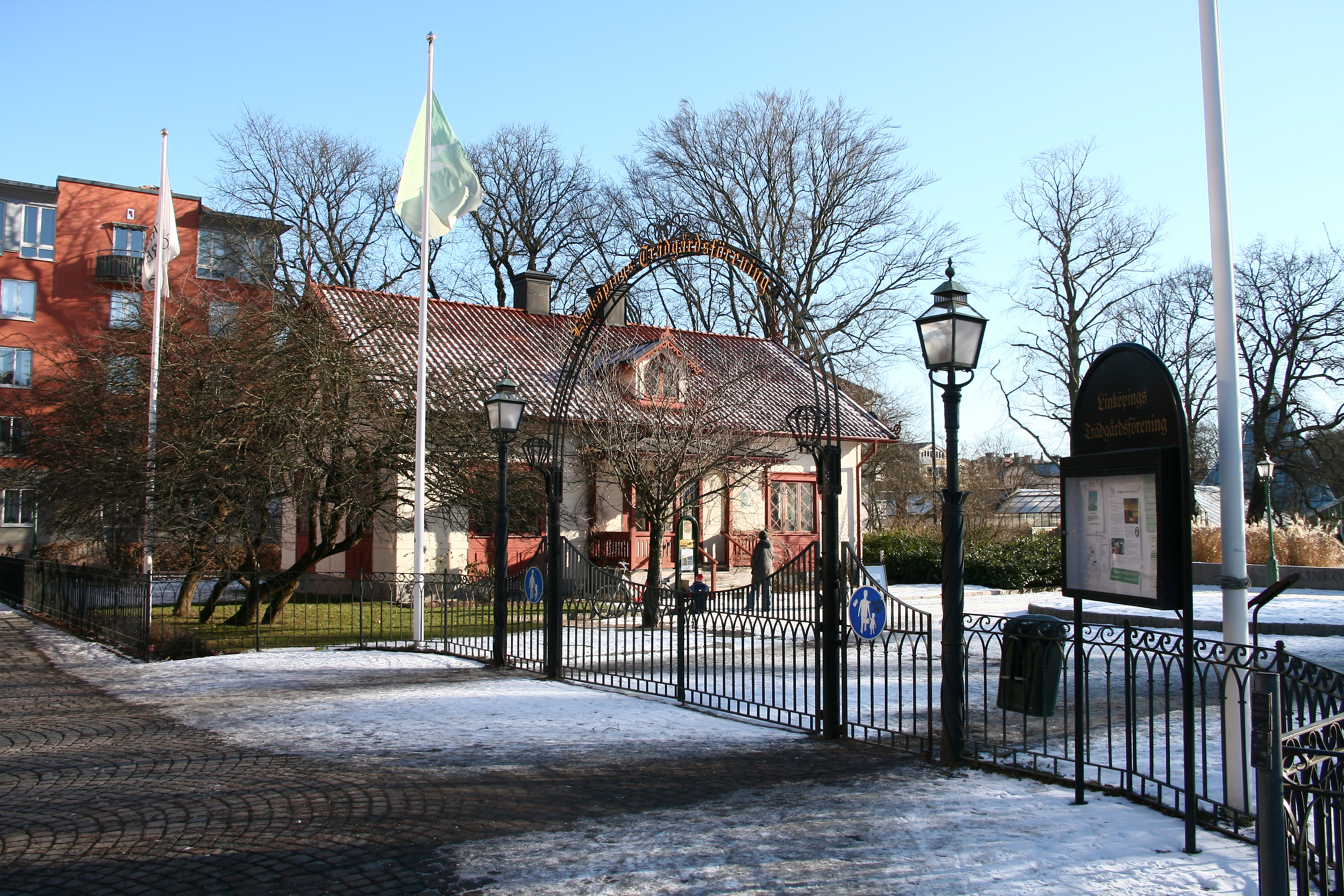
Norra entrén mot Drottninggatan.

Trädgårdsföreningen i Linköping är ett stort grön- och parkområde i centrala delen av tätorten, 13 hektar stort. En förening för drift och främjande bildades 22 mars 1859 vid ett sammanträde på Linköpings slott. Enligt en skulptur i parken grundades den av Anders Gustav Svensson. År 1997 började man att återställa den kulverterade Kärringbäcken som rinner genom Trädgårdsföreningens park. Under bäckens vandring ut till Stångån har ett flertal dammar bildats. Kärringbäcken har sitt uppflöde i Ankdammen, bakom före detta Soldathemmet. Bäcken var färdigrekonstruerad våren 1998.
Parken innehåller såväl bergiga partier som öppna gräsområden. Inne i parken finns ett daghem med lekplats, en scen, en plantskola, utsiktstornet Belvederen, ett tropikhus och ett naturcentrum. I de delar av parken som angränsar mot sjukhusområdet har Linköpings biodlareförening ett klubbhus och en bigård. Bigården med tillhörande hus är i äldre litteratur känd som Bigårdspaviljongen. Idag finns det dock inte något hus på platsen som definitionsmässigt är en bigårdspaviljong.

## Krogfallsgården

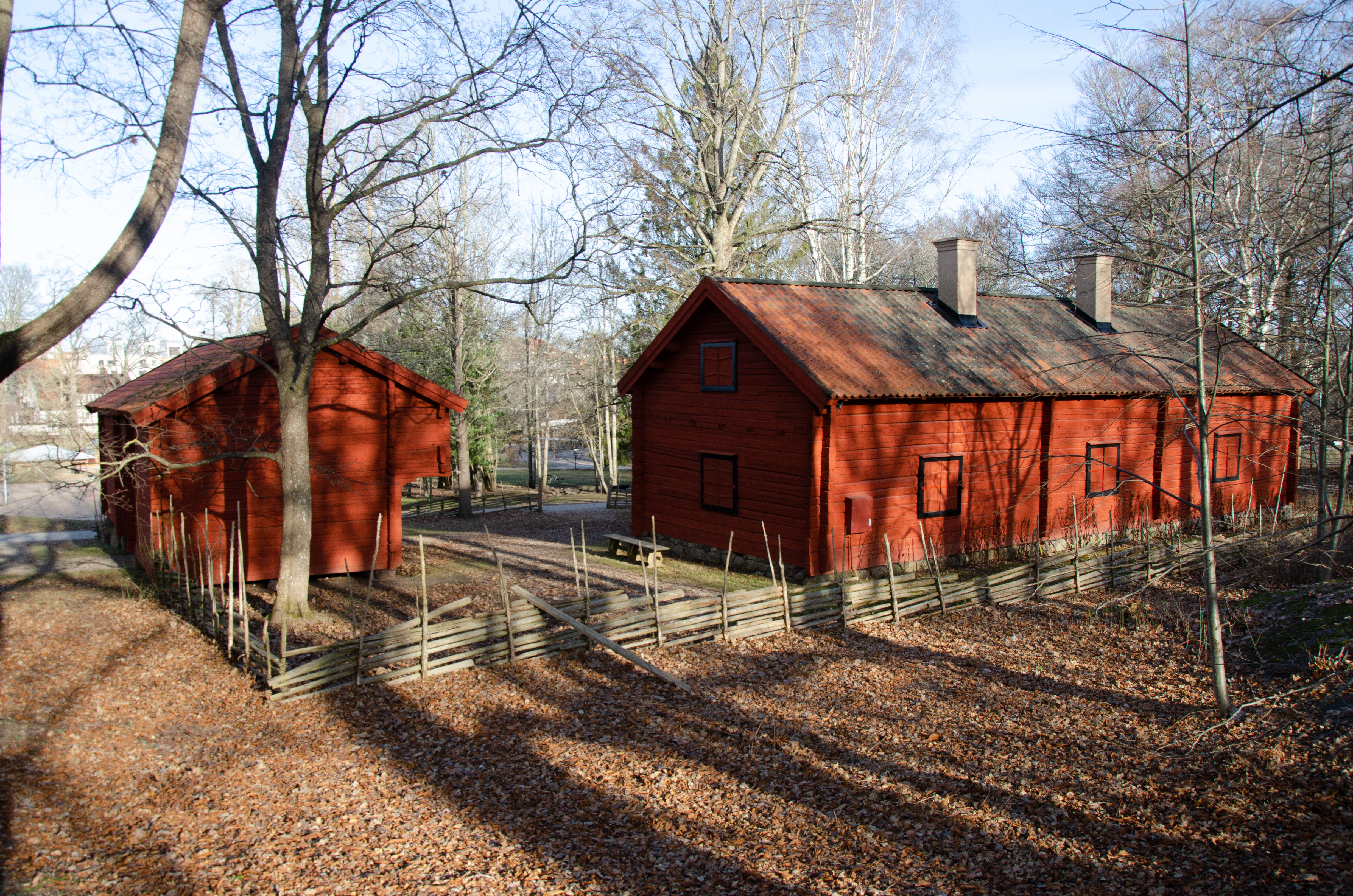
Krogsfallsgården sedd söderifrån i februari.

Ursprungligen kom byggnaderna från Krogsfall i Västra Eneby socken, Kinda, men ansågs vid sekelskiftet omoderna och donerades till Linköpings stad. Östergötlands länsmuseum köpte byggnaderna och flyttade dem till trädgårdsföreningen år 1913. År 1916 öppnades i gården ett museum som visade redskap och husgeråd från ett vid den tiden typiskt östgötskt bondhem. I samband med andra världskriget stängdes museet. Byggnaderna renoverades senast år 1995.

## Belvederen

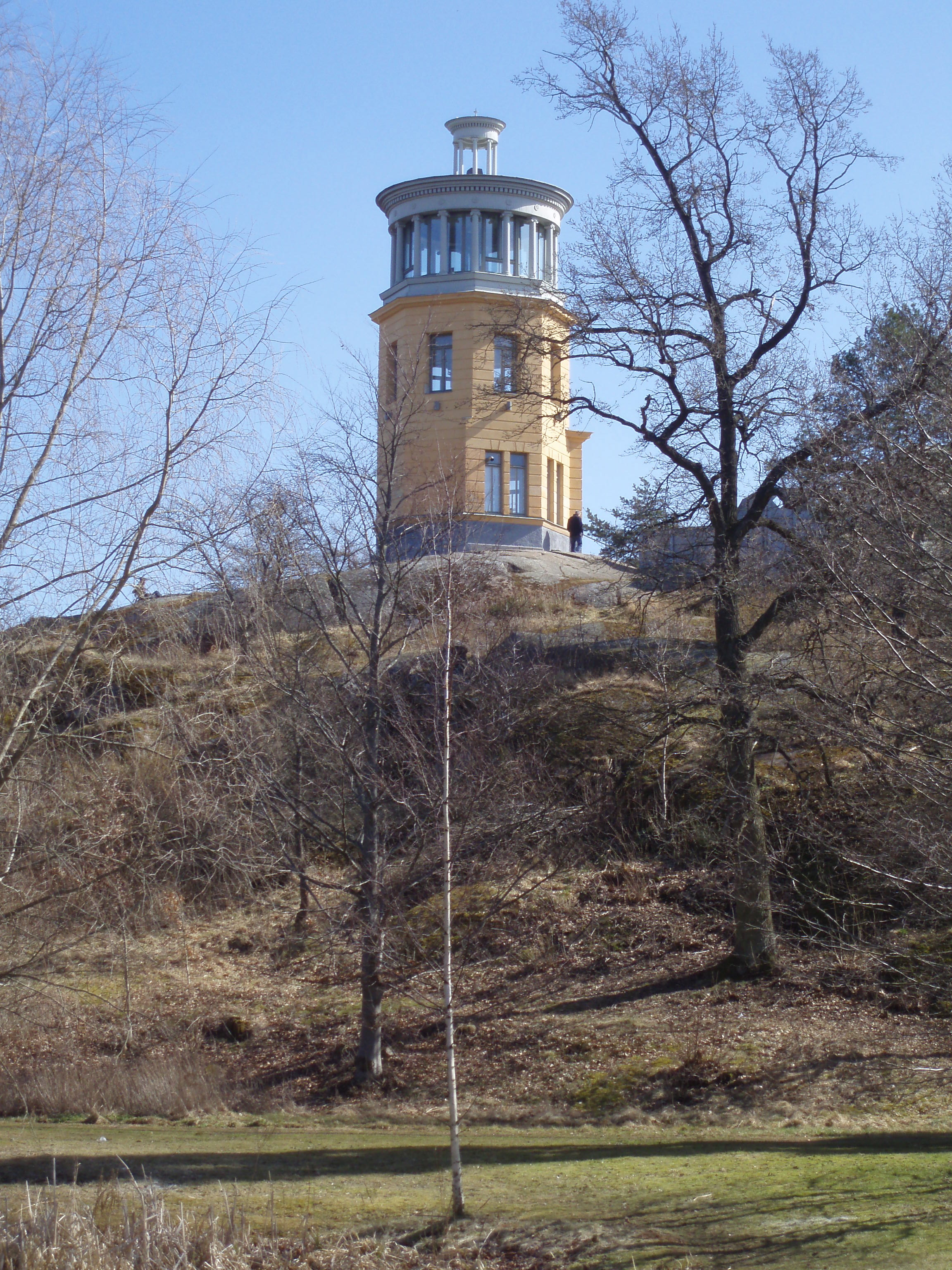
Belvederen.

Belvederen är ett utsiktstorn på toppen av Kjettilberget i södra delen av Trädgårdsföreningen. Berget når 45 meter över sjön Roxen och är Linköpings näst högsta punkt. Byggnaden är 22 meter hög och byggdes 1881. Man kan nå platsen via trappor från parken i norr, eller enklare med cykel- och gångväg från Lasarettsgatan i söder. När kaféet är öppet är det ett populärt besöksmål för patienter och besökande vid Universitetssjukhuset i Linköping.
Belvederen är bestämd form av belvedere, som är italienska och betyder "vacker utsikt". Eugen av Savojen lät i början av 1700-talet uppföra ett praktfullt barockslott i Wien vilket än i dag bär namnet Schloss Belvedere eller Belvedere slott.
Belvederen i Linköping är ett ovanligt utkikstorn som åter har vaknat till liv. På 1870-talet byggdes den första Belvederen i Sverige på Westermansberg, Skansen i Stockholm. År 1881 ville inte Linköping vara sämre och byggde en egen "Belvedere". Tornet uppfördes på Kjettilberget i Trädgårdsföreningen (medeltidens avrättningsplats fram till 1600-talet). År 1921 byggde man en serveringsterrass som gick runt tornet. Belvederen blev då en populär samlingsplats dit man gick för att äta, dricka kaffe, lyssna på musik och dansa. Någon gång under 1960-talet revs verandan och Belvederen glömdes bort. I mitten av 1980-talet stod tornet helt förfallet. Man började förstå Belvederens värde och har under åren gjort flera renoveringar. År 2002 renoverades tornet invändigt och man glasade in övre våningen.
Numera är Belvederen åter öppen för allmänheten som ett kafé, där kan man bland annat äta den legendariska våfflan som man åt på 1900-talets första hälft. Man kan även äta lunch och samtidigt njuta av utsikten året runt. Från översta plan kan man genom fastmonterade kikare se ända till Roxenbaden på andra sidan Roxen.

## Bigården

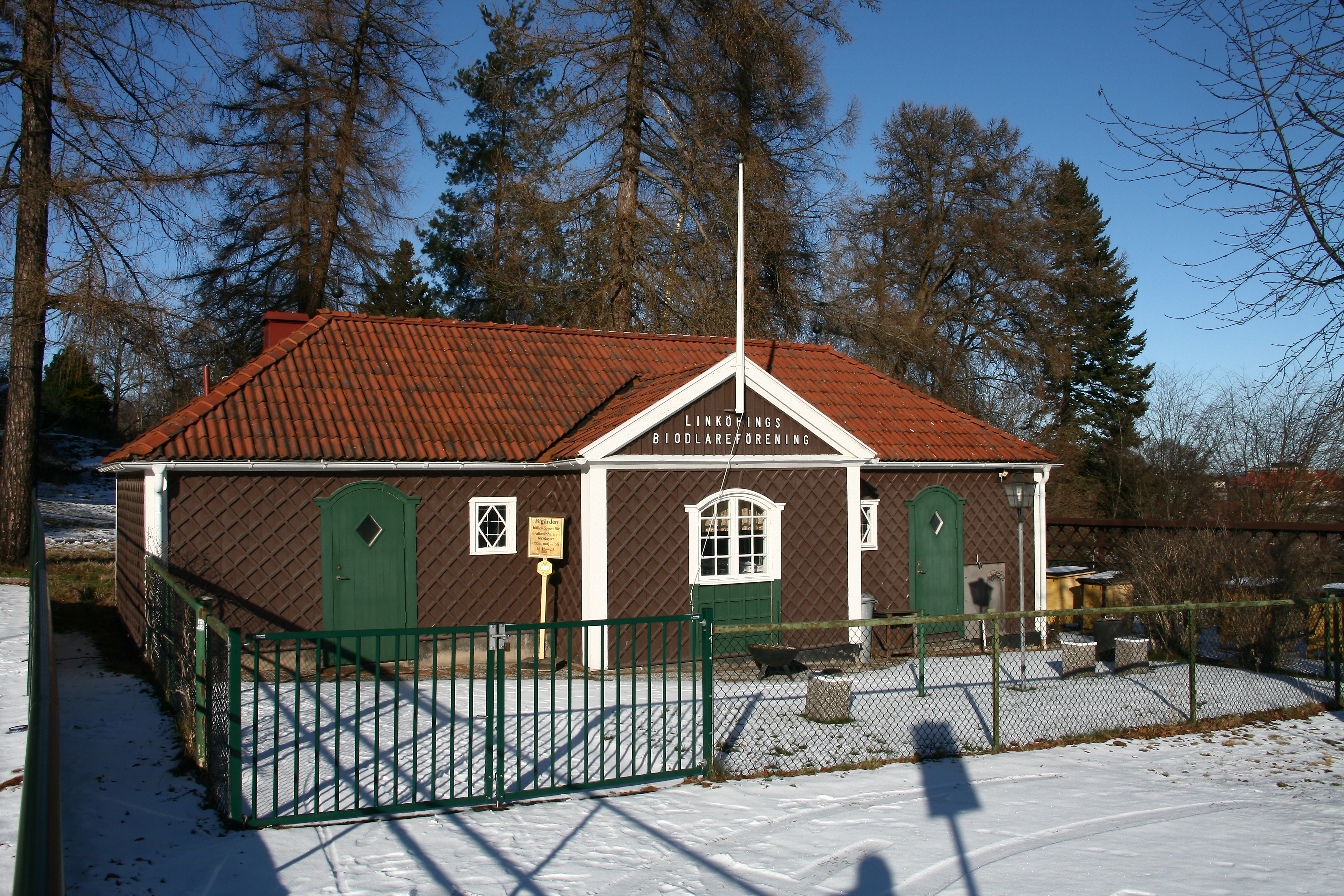
Linköpings biodlareförenings bigård.

Bigården i södra änden av trädgårdsföreningen tillhör i dag Linköpings biodlareförening som tidigare hette Östergötlands biskötareförening. Att bigården finns beror på det donationskontrakt som upprättades när Linköpings stad tog över Trädgårdsföreningen (donationskontrakt godkänt av staden den 29 december 1891). I kontraktet stipuleras att det ska finnas mark till en bigård i trädgårdsföreningen och att Linköpings stad ska betala för den pollinering som bina gör. Avgiften som staden (numera Linköpings kommun) betalar är och har varit den i dag låga summan av 200 kr/år.
Östergötlands biskötareförening och dess efterföljare har rätt till gratis tillgång på marken i trädgårdsföreningen och ersättningen för pollineringen för evinnerliga tider som det brukar heta. Enligt donationen ska föreningen ha öppet för allmänheten, vilket föreningen har på helgfria torsdagskvällar (kl 18–20) under pågående odlingssäsong (maj–augusti).

## Naturcentrum

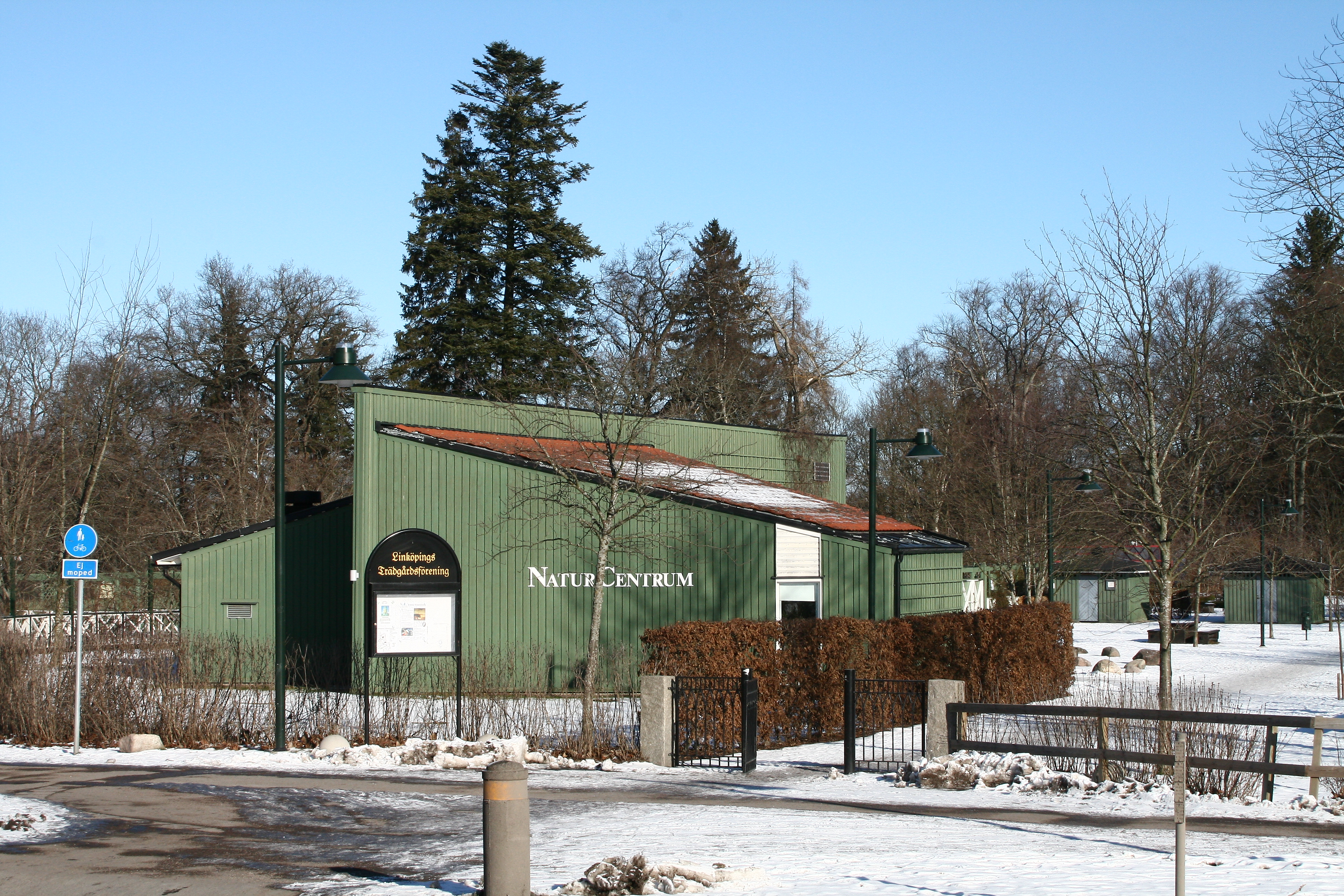
Naturcentrum, ett pedagogiskt centrum och en samlingsplats för natur- och miljöföreningar i Linköping.

Vid Trädgårdsföreningens västra entré ligger Naturcentrum, som sedan 1999 drivs av Calluna AB på uppdrag av Linköpings kommun. Naturcentrum är en samlingsplats för föreningar inom natur och miljö. Byggnaden bekostades av Östgötastiftelsen, Westman-Wernerska fonden och f.d. Fritidsförvaltningen och är i drift sedan 1993. Föreningar anslutna till Naturcentrum har ett gemensamt program, både för aktiviteter i lokalen och ute i naturen på olika platser. Till Naturcentrum finns också en genbank kopplad med rödlistade arter som finns eller har funnits i Östergötland. Här finns också en köksträdgård och andra naturrelaterade platser. Naturcentrum har föreläsningar, kurser och workshops för pedagoger, förskolor och skolor.